# Armenisch-rumänische Beziehungen
Armenisch-rumänische Beziehungen beschreiben die bilateralen Beziehungen zwischen Armenien und Rumänien. Diplomatische Beziehungen zwischen den beiden Staaten wurden am 17. Dezember 1991 aufgenommen. Armenien unterhält eine Botschaft in Bukarest und Rumänien eine Botschaft in Jerewan. Beide Staaten sind zudem Teil der Schwarzmeer-Wirtschaftskooperation.
Zurzeit leben etwa 3000 Menschen armenischer Abstammung in Rumänien. Die heutigen Beziehungen zwischen Armenien und Rumänien fußen auf der jüngsten Geschichte des armenischen Volkes. Nach dem Völkermord an den Armeniern 1915 war Rumänien das erste Land, welches armenischen Flüchtlingen offiziell Schutz und Obhut bot. Als der ehemalige Präsident Armeniens Sersch Sargsjan im Oktober 2007 eine rumänische Gesandtschaft empfing, an deren Spitze der rumänische Minister für Nationale Verteidigung Teodor Meleșcanu stand, merkte er an, dass die armenisch-rumänische Freundschaft tief in der Geschichte verwurzelt und es kein Zufall gewesen sei, dass Rumänien der erste Staat war, der die armenische Unabhängigkeit im Zuge des Zerfalls der Sowjetunion anerkannte.